# 7666 Keyaki
7666 Keyaki eller 1994 VC1 är en asteroid i huvudbältet som upptäcktes den 4 november 1994 av den japanska astronomen Kiyoshi Kurosu vid Sendai-observatoriet. Den är uppkallad efter Zelkova serrata.
Asteroiden har en diameter på ungefär 5 kilometer.